# Янга-Аул (Буинский район)
 Янга-Аул  — деревня в Буинском районе Татарстана. Входит в состав Адав-Тулумбаевского сельского поселения.

## География
Находится в юго-западной части Татарстана на расстоянии приблизительно 8 км на юг-юго-восток по прямой от районного центра города Буинск в 1 км от реки Свияга.

## История
Основана в 1920-х годах.

## Население
Постоянных жителей насчитывалось: в 1926 году — 110, в 1938—249, в 1949—215, в 1958—202, в 1970—304, в 1979—196, в 1989 — 87. Постоянное население составляло 50 человек (татары 100 %) в 2002 году, 38 в 2010.